# Nicholas Wiseman
Nicholas Patrick Stephen Wiseman, född den 2 augusti 1802 i Sevilla (med irländska föräldrar) och död den 15 februari 1865 i London, var en engelsk romersk-katolsk teolog. Som den förste ärkebiskopen av Westminster blev han också den förste på engelsk mark bosatte kardinalen efter reformationen.

## Biografi
Wiseman kom vid sex års ålder till England, där han 1808-18 erhöll skolundervisning i några romersk-katolska läroanstalter, varefter han avslutade sina studier i Collegium Anglorum i
Rom. Efter vid 22 års ålder vunnen teologie doktorsgrad
anställdes han som professor i österländska språk vid universitetet i Rom och samtidigt som vice direktor för ovannämnda kollegium, till vars rektor han utnämndes 1829. Efter underrättelsen om Oxfordrörelsen genom besök i Rom av John Henry Newman och Richard Hurrell Froude 1833 återvände han 1835 till England, uppfylld av iver att utnyttja traktarianismen ända till full anslutning till Rom. Mest framgång hade han, sedan han 1840 blivit biskop och koadjutor åt apostoliska vikarien. Genom sin smidighet underlättade han John Henry Newmans konvertering till den katolska tron 1945. 
1847 framlade han för påven ett förslag till fullständig återställelse av romerska kyrkan i England med den gamla kyrkliga indelningen i 12 biskopsstift, vilket förslag Pius IX i ett 24 september 1850 utfärdat "apostoliskt brev" godkände. Detta steg framkallade stor uppståndelse i England, och då samtidigt Wiseman utnämndes till kardinal och som ärkebiskop av Westminster ställdes i spetsen för romerska kyrkan i England, ansåg sig regeringen böra inskrida mot de påstådda påvliga övergreppen och förbjöd genom den så kallade kyrkotitelbillen av 1851 antagandet av biskoplig titel lånad från någon ort inom Storbritanniens område, utan lagligen därtill lämnat samtycke. Nämnda lag blev dock utan politisk betydelse. Wiseman bar fortfarande sin titel och fortsatte ostörd sin verksamhet genom att fastare organisera romerska kyrkan i England samt ytterligare stärka och utvidga romerska propagandan där. Han kom alltmer under Henry Edward Mannings inflytande.